# Cattedrale dell'Annunciazione e di San Nathy (Ballaghaderreen)
La cattedrale dell'Annunciazione della Beata Vergine Maria e di San Nathy (in inglese: Cathedral Church of the Annunciation of the Blessed Virgin Mary and St. Nathy) è la cattedrale cattolica di Ballaghaderreen, in Irlanda, e sede della diocesi di Achonry.

## Storia
La cattedrale, voluta dal cardinale Patrick Durcan, è stata edificata in stile gotico a partire dal 1855 e completata nel 1860, anno anche della consacrazione. La progettò Matthew Ellison Hadfield dello studio inglese Weightman, Hadfield e Goldie usando come modelli le chiese medioevali inglesi e francesi.
Il campanile alto 59.6 metri, con una guglia e un bel carillon di campane, è stato invece aggiunto nel 1912 su progetto dell'architetto irlandese William H. Byrne. A causa della sua altezza, il corpo della chiesa in calcare grigio appare piccolo, nonostante sia lungo 45,72 metri, largo 17,9 metri e alto 20,4 metri.

## Interno
L'interno presenta un'unica navata a sette campate coronate da un piccolo e basso presbiterio dipinto nel tetto con angeli che sorreggono versetti del Benedicite. Il presbiterio è sormontato da un arco e introdotto da un corrimano di marmo bianco e piccole colonne di onice. Ai fianchi dell'arco, pitture dell'Annunciazione e di San Nateo di Michael Gallagher (1989). Nel presbiterio due altari, quello originale dell'irlandese Henry Lane, a baldacchino e ornato di statue di marmo bianco e onice, e quello in marmo introdotto per la nuova ordinazione della chiesa nel 1972. Ai lati del presbiterio due piccoli transetti, in quello sud un basso campanile.
La luce entra dalle vetrate sui corridoi, tutte del secolo XX. Nel lato est, un arco dipinto con una Trasfigurazione mette in evidenza l'organo (1925) costruito da Chesnutt.
A sud della porta ovest fonte battesimale del 1870 ca.